# Petäjävesi ótemploma

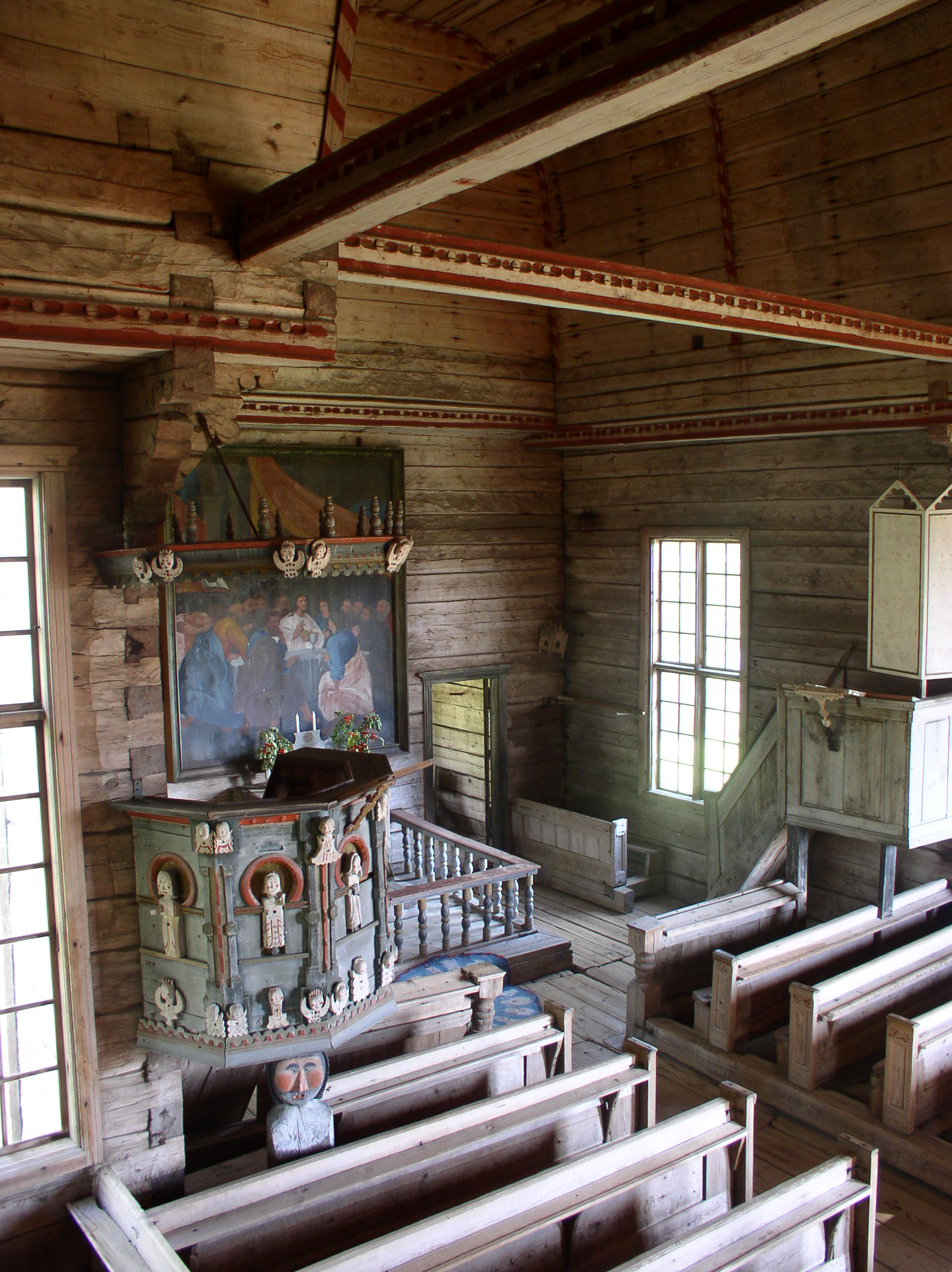
Templombelső az északi karzatról a kórus felé

Petäjävesi ótemploma 1763–64-ben épült faszerkezetű evangélikus templom Petäjävesi községben. A templomhoz 1821-ben épített harangtorony is tartozik. A templom a település központjától kb 1 km-re nyugatra található. A fatemplomot 1879-ben használaton kívül helyezték, miután az 1867-ben önállósult egyházközség új temploma elkészült Petäjävesi központjában. Az ótemplom mind belsőleg, mind pedig külsőleg kivételesen jól megőrizte eredeti formáját. Jelenleg igen kedvelt esküvői szertartások helyszíne, nyaranta pedig istentiszteletet is celebrálnak itt. 1994-től szerepel az UNESCO Világörökség listáján.

## Történelem
A templomot a jämsäi egyházközséghez tartozó Petäjävesi imaközösség gyülekezőkápolnájának készítették. Petäjävesi lakosai már 1728-ban jogot kaptak a Koronától, hogy önköltségen saját temetőt és falutemplomot építhessenek, a Jámsától való nagy távolság miatt. Az építkezés elkezdése mégis évtizedekig húzódott. A templom helyéül a Jämsänvesi és Petäjävesi közti öböl nyugati részébe benyúló földnyelvet szemelték ki. A hely a régi vidéki templomok jellemző elhelyezését tükrözi, melyet úgy választottak ki, hogy a környék lakói minden égtájról és minden időben megközelíthessék a templomot – általában csónakon, télen pedig a befagyott jégen. Az épület tervezője és egyben megépítője a laukkalai Jaakko Klemetinpoika Leppänen volt. A templomépület alaprajza egyenlő szárú kereszt, melynek szárainak hossza 17 m, szélessége 7 m. Az építéstechnika az akkor általánosan használt: falak fecskefarkos sarokkötéssel készültek, belső mennyezet íves deszkaszerkezettel, a tetőt pedig zsindellyel fedték le. 1821-ben a templom ablakait megnagyobbítottak, a sekrestyét az északi keresztnyúlványból áthelyezték a keleti szár meghosszabbításába. Ugyanebben az évben elkészült a harangláb is, amit a templomépítő Jaakko Klemetinpojan unokája, Erkki Leppänen épített. A haranglábat a templomépület nyugati szárnyához rövid folyosóval csatlakoztatták.

## Építészet

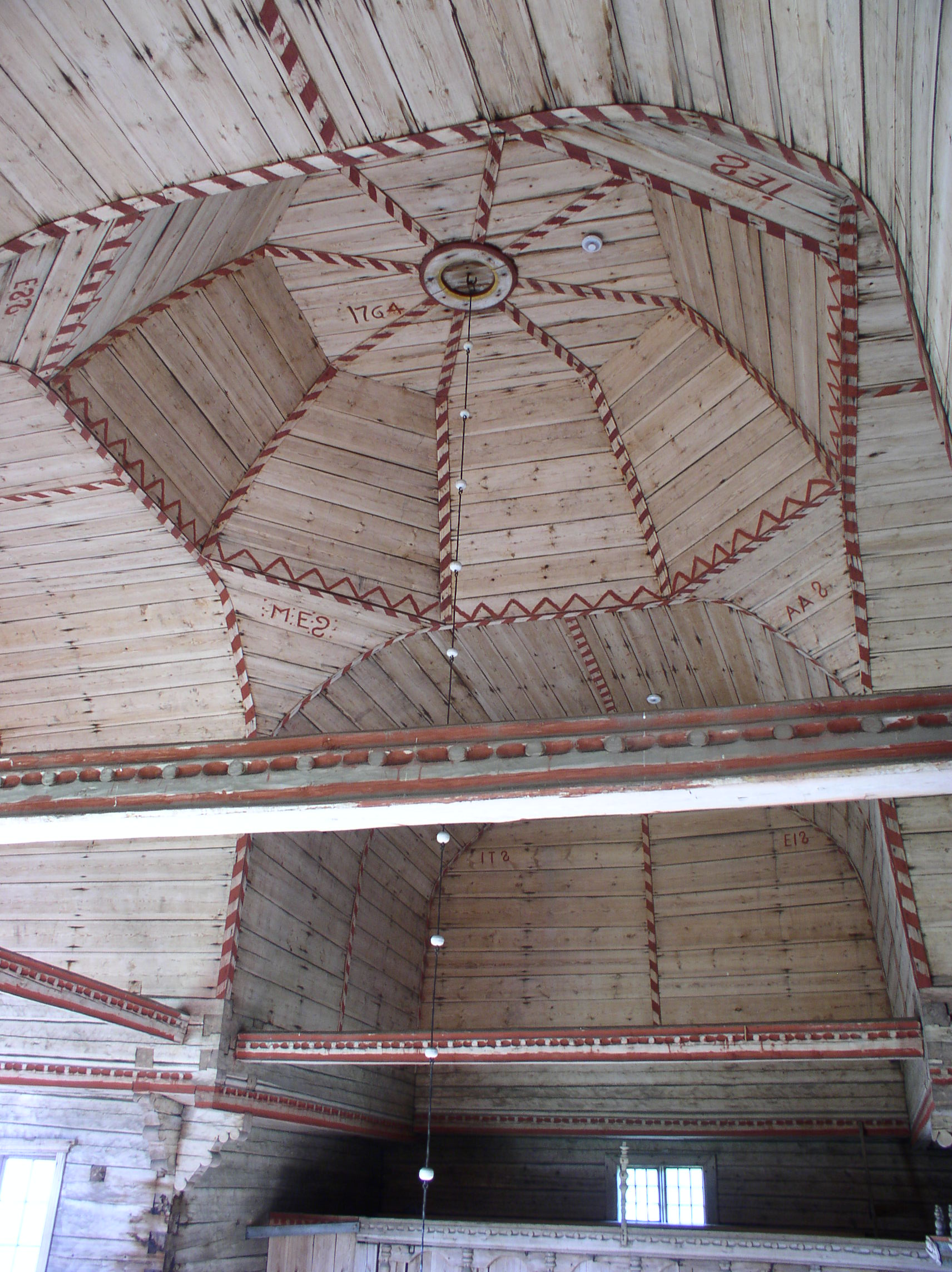
Belső tetőszerkezet

Skandináviában az 1600-as években kezdtek kereszt alakú alaprajzú templomokat építeni. Ez az alaprajztípus az 1700-as évekre már általánossá vált a vidéki templomok építésénél. A szerkezet alapja a reneszánsz időkben újra divatba jött szimmetrikus rajzolat. A templom meredeken magasra törő tornya a korábbi gótikus stílus templomépítészeti jegyeit viseli. A magas külső tető alatt jól elfér a belső tető boltozata és a középen elhelyezkedő nyolcszögletű kupola. A belső tetőszerkezet favégeit lécekkel takarják be, melyek a beépített gerendaszerkezetre emlékeztetnek. A takaróléceken és egyéb tetőszerkezeten vörös agyagos festékkel készített díszítés látható, egyébként a templom belső falai festetlenek. Petäjävesi ótemplomában összeolvad az egyszerű reneszánsz és a régi gótikus formatervezés; mindez faépítészeti megoldással megvalósítva. A templom hangulata a kézzel faragott gerendafalak, valamint a hajópadló és a padok szabálytalan felületének köszönhetően egyedülálló.

## A feledésből a világörökség listájára
1879-ben elkészült Petäjävesi új temploma. Ez az ótemplom használaton kívülre kerülését is jelentette egyben. Évtizedekig csak a templom melletti temetőt és a haranglábat használták rendeltetésének megfelelően. Az épület építészeti és történelmi jelentőségét elsőként egy osztrák művészettörténész, Josef Strzygowski ismerte fel az 1920-as években. 1929-től több rendben is felújították a templomot, majd 1994-ben jóváhagyták felvételét az Unesco világörökség listájára, mint a Kelet-Skandináviára jellemző faépítészet képviselőjét. Ez az épület egyrészt a Nyugat-Skandináviában található legrégibb fatemplomoktól (Világörökséglistán a norvég urnesi dongatemplom) az építkezéskor használt fecskefarkas gerendakötés használatában tér el. Az észak-oroszországi orosz és  ortodox hagyományokat képviselő gerendaszerkezetű fatemplomoktól szintén különbözik (Világörökséglistán a kizsi templomépület).